# Samuel Aranda
Samuel Aranda (Santa Coloma de Gramenet, Barcelonès, 1979) és un fotoperiodista català, guanyador del World Press Photo of the Year i Premi Nacional Espanyol de Fotografia. Com a fotògraf independent Aranda publica en diverses publicacions, com ara The New York Times, The Guardian, Time, Newsweek, El País o el Magazine de La Vanguardia, encara que des de 2010 també treballa per l'agència Corbis Images. Les seves principals influències són Joan Guerrero, James Nachtwey i Stanley Greene.

## Carrera
Aranda va començar a treballar com a fotògraf per al diari El País i El Periódico de Catalunya a l'edat de 19 anys. Dos anys més tard va viatjar a l'Orient Mitjà, on va cobrir el conflicte palestino-israelià per a l'agència EFE.
El 2004 Aranda començat a treballar per l'AFP, que cobreix històries d'Europa, Àsia, Orient Mitjà i Àfrica.
L'associació de reporters gràfics ANIGP-TV va premiar el documental d'Aranda sobre els immigrants africans que intenten arribar a Europa amb el Premi Nacional Espanyol de Fotografia. Des de 2006 exerceix com a reporter gràfic independent.
El 2011 Aranda cobreix la primavera àrab a Tunísia, Egipte, Líbia i el Iemen. El febrer de 2012 va ser guardonat amb el World Press Photo of the Year de l'any 2011; la imatge guanyadora mostra una dona abraçant al seu fill, que van resultar ferits durant els enfrontaments contra el govern del president Ali Abdullah Saleh, a Sanaa, Iemen, durant la primavera àrab.
L'any 2013, juntament amb fotògrafs com James Nachtwey, Gervasio Sánchez i Xavier Cervera, i col·lectius com Ruido photo, Pandora i Calle 35, va ser convidat a participar en el III OjodePez Photo Meeting Barcelona, una trobada internacional de fotografia documental organitzada per La Virreina Centre de la Imatge i La Fábrica, i que en aquest certamen girava entorn del tema És la guerra!.

## Polèmica
La feina i la manera de fer d'Aranda no han estat exemptes de polèmica. A principis de 2013, un cop el seu nom ja era conegut arran del premi World Press Photo rebut l'any anterior, Random House Mondadori va demanar-li que els cedís gratuïtament una foto seva del poeta Marcos Ana per a il·lustrar un llibre que havien de publicar del grup Extremoduro; Aranda, al·legant que no treballava de manera gratuïta i que cobrava per les seves fotos, va intercanviar-se un seguit de correus electrònics amb el representant de l'editorial, que pretenia que el fotògraf ho fes desinteressadament. Gervasio Sánchez, del moviment "Stop Cláusulas Abusivas a los Fotógrafos", va publicar els missatges a Facebook; en saber-se aquests fets la notícia es va escampar en forma de crítica a l'editorial i de reconeixement al gest del fotògraf per haver defensat el valor de la professió.
Poc temps més tard va decidir lliurar els drets d'imatge de la fotografia que el va fer guanyar el World Press Photo, permetent que s'utilitzés per a la portada del disc i material promocional del grup canadenc Crystal Castles. Després que Madeleine Corcoran, de Duckrabbit, critiqués els valors del fotògraf acusant-lo de voler obtenir guanys econòmics i no tenir compassió, Aranda va explicar que va prendre aquesta decisió un cop ja la mare i el fill protagonistes de la fotografia l'havien autoritzat a fer-ho, i empès per les reivindicacions polítiques del disc. En aquella ocasió va ser Joan Guerrero, en representació de l'associació Gramenet Imatge Solidària que presideix, qui va sortir en defensa seva reivindicant la faceta solidària d'Aranda.
A principis de juny de 2013 una de les fotografies d'Aranda va ser objecte de polèmica per part del Ministre d'Afers Exteriors. En un dels seus reportatges publicats al diari The New York Times el setembre de 2012 apareix una fotografia on es veu una persona cercant menjar en un contenidor; el treball d'Aranda es titulava A Espanya: austeritat i fam, i retratava les conseqüències de la crisi econòmica i social de l'estat mostrant la realitat en que viuen famílies desnonades, persones que busquen en les escombraries, i menjadors socials. En unes declaracions a LaSexta García-Margallo va acusar el fotògraf de mentir, insinuant que les fotografies havien estat preses a Grècia i no a Espanya; l'endemà Aranda, en una entrevista conjunta amb Emilio Morenatti (Premi Ortega y Gasset de Periodisme Gràfic 2013 i FotoPres 2009) al programa Àgora de TV3, va defensar-se assegurant que les fotografies havien estat preses a l'estat, i moltes a Catalunya; concretament, la imatge de la polèmica havia estat feta al Carrer Barcelona de Girona.